# Oglasa lagusalis
Oglasa lagusalis är en fjärilsart som beskrevs av Walker 1858. Oglasa lagusalis ingår i släktet Oglasa och familjen nattflyn. Inga underarter finns listade i Catalogue of Life.